# Archaeoceti
Arqueocetos, ou "Baleias ancestrais", são um grupo parafilético dos cetáceos também chamados de Autoceta ou Neoceti - os novos cetáceos.
Outrora pensou-se que os Arqueocetos tinham evoluído dos mesoniquídeos, tendo em conta as suas características dentais.
Entretanto, estudos genéticos recentes mostram que as primeiras baleias  evoluíram dos artiodáctilos (talvez da família Hippopotamidae que inclui o moderno Hipopótamo). Os ancestrais dos archaeoceti provavelmente divergiram dos artiodáctilos no Cretáceo ou no Paleoceno.
A maioria dos Arqueocetos tinha membros posteriores diferentes dos cetáceos de hoje.
O  primeiro archaeoceti provavelmente foi terrestre. À medida que o Eoceno foi passando, os arqueocetos deixaram de ser terrestres para virarem animais aquáticos. No final do Eoceno já os basilosaurídeos tinham dado origem aos cetáceos modernos. Os Arqueocetos sobreviveram à grande extinção que se deu entre o Eoceno e o Oligoceno mas sofreram baixas no seu género
Os últimos arqueocetos foram extintos no Oligoceno, mais provavelmente os basilossauros. Outra explicação são as mudanças climáticas; a medida que o Mioceno progrediu, o oceano se tornou mais frio. A causa da extinção foi provavelmente a combinação dos dois fatores.

## Taxonomia e Filogenia
Baseada em Uhen (2003):
- Subordem Archaeoceti Flower, 1833
  - Famíla Pakicetidae Gingerich e Russell, 1990
    - Gênero Pakicetus Gingerich e Russell, 1981
    - Gênero Nalacetus Thewissen e Hussain, 1998
    - Gênero Ichthyolestes Dehm e Oettingen-Spilberg, 1958
    - Gênero Himalayacetus Bajpai e Gingerich, 1998

  - Família Ambulocetidae Thewissen, Madar e Hussain, 1996
    - Gênero Ambulocetus Thewissen, Hussain e Arif, 1994
    - Gênero Gandakasia Dehm e Oettingen-Spilberg, 1958

  - Família Remingtonocetidae Kumar e Sahni, 1986
    - Gênero Andrewsiphius Sahni e Mishra, 1975
    - Gênero Remingtonocetus Kumar e Sahni, 1986
    - Gênero Dalanistes Gingerich, Arif e Clyde, 1995
    - Gênero Attockicetus Thewissen e Hussain, 2000
    - Gênero Kutchicetus Bajpai e Thewissen, 2000

  - Família Protocetidae Stromer, 1908
    - Subfamília Protocetinae Stromer, 1908
      - Gênero Protocetus Fraas, 1904
      - Gênero Eocetus Fraas, 1904
      - Gênero Pappocetus Andrews, 1920
      - Gênero Babiacetus Trivedy e Satsangi, 1984
      - Gênero Takracetus Gingerich, Arif e Clyde, 1995
      - Gênero Georgiacetus Hulbert, Petkewich, Bishop, Bukry e Aleshire, 1998
      - Gênero Natchitochia Uhen, 1998

    - Subfamília Indocetinae Gingerich, Raza, Arif, Anwar e Zhou, 1993
      - Gênero Indocetus Sahni e Mishra, 1975
      - Gênero Rodhocetus Gingerich, Raza, Arif, Anwar e Zhou, 1994
      - Gênero Qaisracetus Gingerich,Ul-Haq, Khan e Zalmout, 2001

  - Familia Basilosauridae Cope, 1868
    - Subfamília Basilosaurinae Cope, 1868
      - Gênero Basilosaurus Harlan, 1834
      - Gênero Basiloterus Gingerich, Arif, Bhatti, Anwar e Sanders, 1997
      - Gênero Gaviacetus Gingerich, Arif e Clye, 1995

    - Subfamília Dorudontinae Miller, 1923
      - Gênero Dorudon Gibbes, 1845
      - Gênero Zygorhiza True, 1904
      - Gênero Saghacetus Gingerich, 1992
      - Gênero Cynthiacetus Uhen, 2005
      - Gênero Ancalecetus Gingerich e Uhen, 1996
      - Gênero Chrysocetus Uhen e Gingerich, 2001

### Filogenia
```
Cetartiodactyla

|--
Cetacea

|  |--
Pakicetidae

|  `--+--
Ambulocetidae

|     `--+--
Remingtonocetidae

|        `--
Protocetidae

|           |--
Georgiacetus

|           `--
Basilosauridae

|              |--
Basilosaurus

|              `--+--
Dorudon

|                 `--
Autoceta

|                    |--
Odontoceti

|                    |  |--
Squalodontoidea

|                    |  |  |--
Squalodontidae

|                    |  |  `--
Rhabdosteidae

|                    |  `--
Physeteroidea

|                    `--
Mysticeti

`--
Artiodactyla
```